# 平型关烈士陵园
平型關烈士陵園，曾名為靈丘縣烈士陵園，是大同市文物保護單位之一。陵園位於山西省大同市灵丘县武灵镇灵源村东南，總面積為4萬平方米，在1965年竣工，安葬了566名在平型關戰役陣亡的八路軍軍人或在同時期犧牲的抗日戰爭烈士，以及74名在修建京原鐵路時殉職的中國人民解放軍軍人。陵園在1996年列入靈丘縣文物保護單位，2011年列入大同市文物保護單位，2015年入選第二批國家級抗戰紀念設施、遺址名錄。

## 歷史
1962年，中國共產黨灵丘县委員會、灵丘县人民委员会在山西省灵丘县兴建一座烈士陵园，為此调集了當地全數技藝優良的工匠。灵丘县又发动該县民众把抗日戰爭烈士的遺體運到烈士陵园，例如派人到村莊裡起回八路军軍人的屍體，由村內亲历戰火的長者指认；刚移送至烈士陵园的骸骨以瓦缸装殓，瓦片上标記了烈士的名字。1965年9月25日，烈士陵园竣工，當時名為「灵丘县烈士陵园」。1971年發生了九一三事件，一些關於平型關戰役（抗日戰爭知名戰役，九一三事件主角林彪曾參與指揮）的纪念馆停止開放，曾有文物因此運到灵丘县烈士陵园裡保存。
到了2002年9月，中國共產黨灵丘县委員會把其更名为「平型关烈士陵园」，以纪念平型关战役中的烈士、並弘扬革命精神，由曾任全国政协副主席的杨成武親自為陵园题寫新名。

## 結構
平型关烈士陵园的总面积為4万平方米，建筑面积為1,100平方米，分為纪念瞻仰区、烈士墓丘区、办公服务区此三部分。
纪念瞻仰区設立了烈士事迹陈列馆、纪念塔、纪念亭和纪念堂。纪念塔是一座樓高三层的砖塔，呈六边形，屋頂為六角攒尖顶；纪念亭同樣設有六角攒尖式屋顶，內有一塊以石灰岩製成的纪念碑。烈士纪念堂楼高二层，為砖木结构，屋頂樣式為硬山顶，外形好像倒轉的「凹」字；纪念堂內設有牌位，紀錄了1,002名籍貫為靈丘縣、而被批准为烈士者的姓名。
烈士墓丘区又分為主墓区和附墓区，主墓区設有24座墓丘，安葬了566名在平型关战役陣亡的八路军軍人、或在同时期牺牲的抗日烈士；附墓区則安葬74名在修建京原铁路时殉職的中国人民解放军軍人。

## 保護
平型关烈士陵园在1987年列入山西省重点烈士纪念建筑物保护单位，1996年列入灵丘县文物保护单位、灵丘县革命遗址、灵丘县革命纪念建筑物保护单位，2011年列入大同市文物保护单位，2015年入选第二批国家级抗战纪念设施、遗址名录。
平型关烈士陵园年代久远，因而出現老化的現象。灵丘县雖然面臨财政紧张，但每年也會筹集资金，來為陵园進行维修和美化工程，累計為此投资了最少一百万元人民幣。2008年，中华人民共和国民政部副部长罗平飞來訪平型关烈士陵园，並就陵园的发展提出意见，中國共產黨靈丘縣委員會、靈丘縣政府為此责成有关部门进行规划工作。